# Breel Embolo
Breel-Donald Embolo, noto semplicemente come Breel Embolo (Yaoundé, 14 febbraio 1997), è un calciatore camerunese naturalizzato svizzero, attaccante del Monaco e della nazionale svizzera.

## Biografia
Nato a Yaoundé, capitale del Camerun, Embolo è emigrato con la madre e il fratello in Svizzera nel 2003, stabilendosi a Basilea; ha ottenuto la cittadinanza svizzera il 12 dicembre 2014.

## Caratteristiche tecniche
Viene impiegato prevalentemente come centravanti o ala sinistra. È un calciatore dotato di ottime doti tecniche e atletiche, attaccante di piede destro che sa gettarsi con decisione sulla sfera, sa sfruttare bene la sua forza fisica in fase di dribbling, abile nel mettere la palla in rete con il tiro di testa, inoltre dimostra una buona competenza anche nell'eseguire dei validi passaggi.

## Carriera

### Club

#### Basilea
Iniziò la sua carriera nelle giovanili del Nordstern Basel; dopo due stagioni nel Basler Old Boys, nel 2010 passa al Basilea. Viene aggregato alla formazione Under-16, vincendo per due anni consecutivi il titolo. Tre settimane dopo il compimento dei 16 anni firma il suo primo contratto da professionista. Nell'estate 2013 è convocato dall'Under-21. Fa il suo esordio nella massima serie svizzera, periodo in cui il Basilea vince la Super League nell'edizione 2013-2014, Embolo debutta il 16 marzo 2014 contro l'Aarau, andando subito in gol nella vittoria casalinga per 5-0.
Vince anche l'edizione successiva del campionato, segnando dieci reti, riesce a fare un gol sia contro il l'Aarau che contro il Luzern vincendo entrambe le partite per 3-0, segna una doppietta battendo per 4-0 il Vaduz inoltre è autore di una tripletta sconfiggendo per 5-1 lo Zurigo. Segna una tripletta contro il Winterthur, match valido per la Coppa Svizzera, terminato 4-0 per il Basilea. Il 4 novembre 2014 segna la sua prima rete in Champions League contro il Ludogorets, partita terminata 4-0 per gli svizzeri, diventando, a 17 anni e 263 giorni, il sesto più giovane marcatore nella storia della Champions League. Vince il suo terzo campionato e ancora una volta segna 10 gol, riesce a fare una rete nella vittoria per 7-0 contro il San Gallo inoltre il suo gol permette di battere per 1-0 gli Young Boys, riesce a segnare una doppietta vincendo per 3-0 contro il Lugano e per 3-1 contro il Luzern.

#### Schalke 04 e Borussia M'gladbach
Il 26 giugno 2016 viene acquistato dallo Schalke 04 per 25 milioni di euro, firmando un contratto di cinque anni con la squadra tedesca. Debutta per la prima volta nella Coppa di Germania nella partita vinta contro il Villigen dove Embolo segna un gol. Scende in campo regolarmente sin da subito, riesce a fare due gol sconfiggendo per 4-0 il Borussia Mönchengladbach, ma il 15 ottobre 2016 si infortuna gravemente durante una partita contro l'Augsburg, fratturandosi la caviglia sinistra e rimanendo lontano dai campi da gioco per un periodo inizialmente previsto di tre mesi, allungatisi poi a quasi undici, con il rientro in campo del giocatore avvenuto unicamente nel settembre 2017. Nella sua seconda stagione nel campionato tedesco segna tre reti, infatti è autore di un gol pareggiando per 2-2 sia contro il Colonia che contro l'Eintracht, oltre a segnare una rete battendo per 2-1 l'Hoffenheim.
Il 28 giugno 2019 il Borussia Monchengladbach ufficializza il suo acquisto per la stagione 2019-2020 per 11 milioni di euro. Nella sua prima stagione con la squadra segna un gol sia al Colonia che all'Hertha Berlino vincendo entrambi i match per 2-1, segna pure la rete del 5-1 battendo l'Augusta oltre a una doppietta sconfiggendo per 4-2 il Friburgo. Nel 2022 chiude la sua esperienza con la squadra tedesca, dopo aver segnato 9 reti nella sua ultima stagione con il Borussia M'gladbach.

#### Monaco
Il 15 luglio 2022 viene acquistato dal Monaco per 12 milioni di euro. In Europa League segna il gol del 1-0 sconfiggendo il Stella Rossa, inoltre è autore della rete del 2-2 pareggiando con il Bayer Leverkusen la partita termina ai rigori, dove Embolo segna dal dischetto tuttavia il Monaco perde per 5-3. Durante il campionato francese segna un rete in alcune partite battendo il Montpellier, l'Angers, il Tolosa e il Clermont Foot 63 vincendo tutti i match con il risultato di 2-0, segna inoltre una doppietta battendo per 7-1 l'Ajaccio.

### Nazionale
Esordisce con la nazionale svizzera il 31 marzo 2015, sostituendo Josip Drmić al 55º minuto nella partita pareggiata 1-1 contro gli Stati Uniti. Il 9 ottobre 2015, nella partita vinta 7-0 contro San Marino valida per le qualificazioni ad Euro 2016, segna il suo primo gol in nazionale. Convocato per gli Europei 2016 in Francia, nelle prime due partite subentra durante il secondo tempo, mentre nella terza, conclusasi con uno 0-0 contro la Francia, parte da titolare. Negli ottavi subentra contro la Polonia.
Due anni dopo viene convocato per i Mondiali in Russia, e anche in questo caso gioca tutte e 4 le gare della Svizzera, partendo titolare nella terza sfida (pareggiata 2-2 contro la Costa Rica) e subentrando nel corso della partita nelle altre tre gare. Nel 2021 viene convocato per gli Europei, rimandati di un anno a causa della pandemia di COVID-19, e gioca titolare tutte le partite segnando un gol all'esordio contro il Galles (1-1).
L'anno successivo, è tra i convocati per il campionato del mondo 2022 in Qatar. Anche qui, segna un gol nella gara d'esordio, stavolta contro il Camerun, suo paese di origine, diventando contestualmente il primo calciatore nella storia del Mondiali a segnare contro il proprio paese natale. Nell'occasione, l'attaccante sceglie di non esultare, in segno di rispetto.
Convocato per i campionati europei 2024, va in gol nella partita d'esordio, chiudendo le marcature nella vittoria 3-1 sull'Ungheria. Si ripete ai quarti di finale contro l'Inghilterra siglando il gol del momentaneo vantaggio degli svizzeri che sono stati sconfitti ai rigori dagli inglesi (questo dopo l'1-1 maturato al termine dei supplementari).

## Statistiche

### Presenze e reti nei club
Statistiche aggiornate al 13 maggio 2025.
| Stagione                   | Squadra                    | Campionato                 | Campionato | Campionato | Coppe nazionali | Coppe nazionali | Coppe nazionali | Coppe continentali | Coppe continentali | Coppe continentali | Altre coppe | Altre coppe | Altre coppe | Totale | Totale |
| Stagione                   | Squadra                    | Comp                       | Pres       | Reti       | Comp            | Pres            | Reti            | Comp               | Pres               | Reti               | Comp        | Pres        | Reti        | Pres   | Reti   |
| -------------------------- | -------------------------- | -------------------------- | ---------- | ---------- | --------------- | --------------- | --------------- | ------------------ | ------------------ | ------------------ | ----------- | ----------- | ----------- | ------ | ------ |
| 2013-2014                  | Basilea                    | SL                         | 7          | 0          | CS              | 0               | 0               | UCL+UEL            | 0+4                | 0                  | -           | -           | -           | 11     | 0      |
| 2014-2015                  | Basilea                    | SL                         | 26         | 10         | CS              | 5               | 6               | UCL                | 8                  | 1                  | -           | -           | -           | 39     | 17     |
| 2015-2016                  | Basilea                    | SL                         | 27         | 11         | CS              | 1               | 0               | UCL+UEL            | 4+8                | 1+2                | -           | -           | -           | 40     | 14     |
| Totale Basilea             | Totale Basilea             | Totale Basilea             | 60         | 21         |                 | 6               | 6               |                    | 24                 | 4                  |             | 0           | 0           | 90     | 31     |
| 2016-2017                  | Schalke 04                 | BL                         | 2          | 0          | CG              | 1               | 1               | UEL                | 2                  | 0                  | -           | -           | -           | 5      | 1      |
| 2017-2018                  | Schalke 04                 | BL                         | 21         | 3          | CG              | 2               | 0               | -                  | -                  | -                  | -           | -           | -           | 23     | 3      |
| 2018-2019                  | Schalke 04                 | BL                         | 25         | 7          | CG              | 3               | 0               | UCL                | 5                  | 1                  | -           | -           | -           | 33     | 8      |
| Totale Schalke 04          | Totale Schalke 04          | Totale Schalke 04          | 48         | 10         |                 | 6               | 1               |                    | 7                  | 1                  |             | 0           | 0           | 61     | 12     |
| 2019-2020                  | Borussia M'gladbach        | BL                         | 28         | 8          | CG              | 1               | 0               | UEL                | 5                  | 0                  | -           | -           | -           | 34     | 8      |
| 2020-2021                  | Borussia M'gladbach        | BL                         | 31         | 5          | CG              | 3               | 0               | UCL                | 7                  | 1                  | -           | -           | -           | 41     | 6      |
| 2021-2022                  | Borussia M'gladbach        | BL                         | 29         | 9          | CG              | 2               | 2               | -                  | -                  | -                  | -           | -           | -           | 31     | 11     |
| Totale Borussia M'gladbach | Totale Borussia M'gladbach | Totale Borussia M'gladbach | 88         | 22         |                 | 6               | 2               |                    | 12                 | 1                  |             | 0           | 0           | 106    | 25     |
| 2022-2023                  | Monaco                     | L1                         | 32         | 12         | CF              | 0               | 0               | UCL+UEL            | 2+8                | 0+2                | -           | -           | -           | 42     | 14     |
| 2023-2024                  | Monaco                     | L1                         | 0          | 0          | CF              | 0               | 0               | -                  | -                  | -                  | -           | -           | -           | 0      | 0      |
| 2024-2025                  | Monaco                     | L1                         | 34         | 7          | CF              | 2               | 0               | UCL                | 10                 | 1                  | SF          | 1           | 0           | 48     | 8      |
| Totale Monaco              | Totale Monaco              | Totale Monaco              | 66         | 19         |                 | 2               | 0               |                    | 20                 | 3                  |             | 1           | 0           | 89     | 22     |
| Totale carriera            | Totale carriera            | Totale carriera            | 262        | 72         |                 | 20              | 9               |                    | 63                 | 9                  |             | 1           | 0           | 346    | 90     |

### Cronologia presenze e reti in nazionale
| Cronologia completa delle presenze e delle reti in nazionale ― Svizzera | Cronologia completa delle presenze e delle reti in nazionale ― Svizzera | Cronologia completa delle presenze e delle reti in nazionale ― Svizzera | Cronologia completa delle presenze e delle reti in nazionale ― Svizzera | Cronologia completa delle presenze e delle reti in nazionale ― Svizzera | Cronologia completa delle presenze e delle reti in nazionale ― Svizzera | Cronologia completa delle presenze e delle reti in nazionale ― Svizzera | Cronologia completa delle presenze e delle reti in nazionale ― Svizzera |
| Data                                                                    | Città                                                                   | In casa                                                                 | Risultato                                                               | Ospiti                                                                  | Competizione                                                            | Reti                                                                    | Note                                                                    |
| ----------------------------------------------------------------------- | ----------------------------------------------------------------------- | ----------------------------------------------------------------------- | ----------------------------------------------------------------------- | ----------------------------------------------------------------------- | ----------------------------------------------------------------------- | ----------------------------------------------------------------------- | ----------------------------------------------------------------------- |
| 31-3-2015                                                               | Zurigo                                                                  | Svizzera                                                                | 1 – 1                                                                   | Stati Uniti                                                             | Amichevole                                                              | -                                                                       | 56’                                                                     |
| 10-6-2015                                                               | Thun                                                                    | Svizzera                                                                | 3 – 0                                                                   | Liechtenstein                                                           | Amichevole                                                              | -                                                                       | 63’                                                                     |
| 14-6-2015                                                               | Vilnius                                                                 | Lituania                                                                | 1 – 2                                                                   | Svizzera                                                                | Qual. Euro 2016                                                         | -                                                                       | 81’                                                                     |
| 5-9-2015                                                                | Berna                                                                   | Svizzera                                                                | 3 – 2                                                                   | Slovenia                                                                | Qual. Euro 2016                                                         | -                                                                       | 57’                                                                     |
| 8-9-2015                                                                | Londra                                                                  | Inghilterra                                                             | 2 – 0                                                                   | Svizzera                                                                | Qual. Euro 2016                                                         | -                                                                       | 63’                                                                     |
| 9-10-2015                                                               | San Gallo                                                               | Svizzera                                                                | 7 – 0                                                                   | San Marino                                                              | Qual. Euro 2016                                                         | 1                                                                       |                                                                         |
| 12-10-2015                                                              | Tallinn                                                                 | Estonia                                                                 | 0 – 1                                                                   | Svizzera                                                                | Qual. Euro 2016                                                         | -                                                                       | 46’                                                                     |
| 25-3-2016                                                               | Dublino                                                                 | Irlanda                                                                 | 1 – 0                                                                   | Svizzera                                                                | Amichevole                                                              | -                                                                       |                                                                         |
| 29-3-2016                                                               | Zurigo                                                                  | Svizzera                                                                | 0 – 2                                                                   | Bosnia ed Erzegovina                                                    | Amichevole                                                              | -                                                                       | 46’                                                                     |
| 3-6-2016                                                                | Lugano                                                                  | Svizzera                                                                | 2 – 1                                                                   | Moldavia                                                                | Amichevole                                                              | -                                                                       |                                                                         |
| 11-6-2016                                                               | Lens                                                                    | Albania                                                                 | 0 – 1                                                                   | Svizzera                                                                | Euro 2016 - 1º turno                                                    | -                                                                       | 62’                                                                     |
| 15-6-2016                                                               | Parigi                                                                  | Romania                                                                 | 1 – 1                                                                   | Svizzera                                                                | Euro 2016 - 1º turno                                                    | -                                                                       | 64’ 90’                                                                 |
| 19-6-2016                                                               | Villeneuve-d'Ascq                                                       | Svizzera                                                                | 0 – 0                                                                   | Francia                                                                 | Euro 2016 - 1º turno                                                    | -                                                                       | 74’                                                                     |
| 25-6-2016                                                               | Saint-Étienne                                                           | Svizzera                                                                | 1 – 1 dts (4 – 5 dtr)                                                   | Polonia                                                                 | Euro 2016 - Ottavi di finale                                            | -                                                                       | 62’                                                                     |
| 6-9-2016                                                                | Basilea                                                                 | Svizzera                                                                | 2 – 0                                                                   | Portogallo                                                              | Qual. Mondiali 2018                                                     | 1                                                                       |                                                                         |
| 7-10-2016                                                               | Budapest                                                                | Ungheria                                                                | 2 – 3                                                                   | Svizzera                                                                | Qual. Mondiali 2018                                                     | -                                                                       |                                                                         |
| 10-10-2016                                                              | Andorra la Vella                                                        | Andorra                                                                 | 1 – 2                                                                   | Svizzera                                                                | Qual. Mondiali 2018                                                     | -                                                                       |                                                                         |
| 7-10-2017                                                               | Basilea                                                                 | Svizzera                                                                | 5 – 2                                                                   | Ungheria                                                                | Qual. Mondiali 2018                                                     | -                                                                       | 63’                                                                     |
| 10-10-2017                                                              | Lisbona                                                                 | Portogallo                                                              | 2 – 0                                                                   | Svizzera                                                                | Qual. Mondiali 2018                                                     | -                                                                       | 66’                                                                     |
| 9-11-2017                                                               | Belfast                                                                 | Irlanda del Nord                                                        | 0 – 1                                                                   | Svizzera                                                                | Qual. Mondiali 2018                                                     | -                                                                       | 77’                                                                     |
| 12-11-2017                                                              | Lisbona                                                                 | Svizzera                                                                | 0 – 0                                                                   | Irlanda del Nord                                                        | Qual. Mondiali 2018                                                     | -                                                                       | 86’                                                                     |
| 23-3-2018                                                               | Atene                                                                   | Grecia                                                                  | 0 – 1                                                                   | Svizzera                                                                | Amichevole                                                              | -                                                                       | 73’                                                                     |
| 27-3-2018                                                               | Basilea                                                                 | Svizzera                                                                | 6 – 0                                                                   | Panama                                                                  | Amichevole                                                              | 1                                                                       | 47’                                                                     |
| 3-6-2018                                                                | Vila-real                                                               | Spagna                                                                  | 1 – 1                                                                   | Svizzera                                                                | Amichevole                                                              | -                                                                       | 46’                                                                     |
| 8-6-2018                                                                | Lugano                                                                  | Svizzera                                                                | 2 – 0                                                                   | Giappone                                                                | Amichevole                                                              | -                                                                       | 64’                                                                     |
| 17-6-2018                                                               | Rostov sul Don                                                          | Brasile                                                                 | 1 – 1                                                                   | Svizzera                                                                | Mondiali 2018 - 1º turno                                                | -                                                                       | 80’                                                                     |
| 22-6-2018                                                               | Kaliningrad                                                             | Serbia                                                                  | 1 – 2                                                                   | Svizzera                                                                | Mondiali 2018 - 1º turno                                                | -                                                                       | 73’                                                                     |
| 27-6-2018                                                               | Nižnij Novgorod                                                         | Svizzera                                                                | 2 – 2                                                                   | Costa Rica                                                              | Mondiali 2018 - 1º turno                                                | -                                                                       |                                                                         |
| 3-7-2018                                                                | San Pietroburgo                                                         | Svezia                                                                  | 1 – 0                                                                   | Svizzera                                                                | Mondiali 2018 - Ottavi di finale                                        | -                                                                       | 73’                                                                     |
| 8-9-2018                                                                | San Gallo                                                               | Svizzera                                                                | 6 – 0                                                                   | Islanda                                                                 | UEFA Nations League 2018-2019 - 1º turno                                | -                                                                       | 32’ 65’                                                                 |
| 23-3-2019                                                               | Tbilisi                                                                 | Georgia                                                                 | 0 – 2                                                                   | Svizzera                                                                | Qual. Euro 2020                                                         | -                                                                       | 84’                                                                     |
| 26-3-2019                                                               | Basilea                                                                 | Svizzera                                                                | 3 – 3                                                                   | Danimarca                                                               | Qual. Euro 2020                                                         | 1                                                                       | 90+4’                                                                   |
| 5-9-2019                                                                | Dublino                                                                 | Irlanda                                                                 | 1 – 1                                                                   | Svizzera                                                                | Qual. Euro 2020                                                         | -                                                                       | 86’                                                                     |
| 8-9-2019                                                                | Sion                                                                    | Svizzera                                                                | 4 – 0                                                                   | Gibilterra                                                              | Qual. Euro 2020                                                         | -                                                                       | 55’                                                                     |
| 12-10-2019                                                              | Copenaghen                                                              | Danimarca                                                               | 1 – 0                                                                   | Svizzera                                                                | Qual. Euro 2020                                                         | -                                                                       |                                                                         |
| 15-10-2019                                                              | Lancy                                                                   | Svizzera                                                                | 2 – 0                                                                   | Irlanda                                                                 | Qual. Euro 2020                                                         | -                                                                       | 88’                                                                     |
| 3-9-2020                                                                | Leopoli                                                                 | Ucraina                                                                 | 2 – 1                                                                   | Svizzera                                                                | UEFA Nations League 2020-2021 - 1º turno                                | -                                                                       |                                                                         |
| 6-9-2020                                                                | Basilea                                                                 | Svizzera                                                                | 1 – 1                                                                   | Germania                                                                | UEFA Nations League 2020-2021 - 1º turno                                | -                                                                       | 72’                                                                     |
| 11-11-2020                                                              | Lovanio                                                                 | Belgio                                                                  | 2 – 1                                                                   | Svizzera                                                                | Amichevole                                                              | -                                                                       | 46’                                                                     |
| 14-11-2020                                                              | Basilea                                                                 | Svizzera                                                                | 1 – 1                                                                   | Spagna                                                                  | UEFA Nations League 2020-2021 - 1º turno                                | -                                                                       | 58’ 90+1’                                                               |
| 25-3-2021                                                               | Sofia                                                                   | Bulgaria                                                                | 1 – 3                                                                   | Svizzera                                                                | Qual. Mondiali 2022                                                     | 1                                                                       | 90’                                                                     |
| 28-3-2021                                                               | San Gallo                                                               | Svizzera                                                                | 1 – 0                                                                   | Lituania                                                                | Qual. Mondiali 2022                                                     | -                                                                       | 65’                                                                     |
| 30-5-2021                                                               | San Gallo                                                               | Svizzera                                                                | 2 – 1                                                                   | Stati Uniti                                                             | Amichevole                                                              | -                                                                       | 68’                                                                     |
| 12-6-2021                                                               | Baku                                                                    | Galles                                                                  | 1 – 1                                                                   | Svizzera                                                                | Euro 2020 - 1º turno                                                    | 1                                                                       |                                                                         |
| 16-6-2021                                                               | Roma                                                                    | Italia                                                                  | 3 – 0                                                                   | Svizzera                                                                | Euro 2020 - 1º turno                                                    | -                                                                       | 79’                                                                     |
| 20-6-2021                                                               | Baku                                                                    | Svizzera                                                                | 3 – 1                                                                   | Turchia                                                                 | Euro 2020 - 1º turno                                                    | -                                                                       | 85’                                                                     |
| 28-6-2021                                                               | Bucarest                                                                | Francia                                                                 | 3 – 3 dts (4 – 5 dtr)                                                   | Svizzera                                                                | Euro 2020 - Ottavi di finale                                            | -                                                                       | 79’                                                                     |
| 2-7-2021                                                                | San Pietroburgo                                                         | Svizzera                                                                | 1 – 1 dts (1 – 3 dtr)                                                   | Spagna                                                                  | Euro 2020 - Quarti di finale                                            | -                                                                       | 23’                                                                     |
| 9-10-2021                                                               | Lancy                                                                   | Svizzera                                                                | 2 – 0                                                                   | Irlanda del Nord                                                        | Qual. Mondiali 2022                                                     | -                                                                       | 90+2’                                                                   |
| 12-10-2021                                                              | Vilnius                                                                 | Lituania                                                                | 0 – 4                                                                   | Svizzera                                                                | Qual. Mondiali 2022                                                     | 2                                                                       | 89’                                                                     |
| 26-3-2022                                                               | Londra                                                                  | Inghilterra                                                             | 2 – 1                                                                   | Svizzera                                                                | Amichevole                                                              | 1                                                                       | 79’                                                                     |
| 29-3-2022                                                               | Zurigo                                                                  | Svizzera                                                                | 1 – 1                                                                   | Kosovo                                                                  | Amichevole                                                              | -                                                                       | 63’                                                                     |
| 2-6-2022                                                                | Praga                                                                   | Rep. Ceca                                                               | 2 – 1                                                                   | Svizzera                                                                | UEFA Nations League 2022-2023 - 1º turno                                | -                                                                       | 90+2’                                                                   |
| 5-6-2022                                                                | Lisbona                                                                 | Portogallo                                                              | 4 – 0                                                                   | Svizzera                                                                | UEFA Nations League 2022-2023 - 1º turno                                | -                                                                       | 62’                                                                     |
| 9-6-2022                                                                | Lancy                                                                   | Svizzera                                                                | 0 – 1                                                                   | Spagna                                                                  | UEFA Nations League 2022-2023 - 1º turno                                | -                                                                       |                                                                         |
| 12-6-2022                                                               | Lancy                                                                   | Svizzera                                                                | 1 – 0                                                                   | Portogallo                                                              | UEFA Nations League 2022-2023 - 1º turno                                | -                                                                       | 65’                                                                     |
| 24-9-2022                                                               | Saragozza                                                               | Spagna                                                                  | 1 – 2                                                                   | Svizzera                                                                | UEFA Nations League 2022-2023 - 1º turno                                | 1                                                                       | 86’                                                                     |
| 27-9-2022                                                               | San Gallo                                                               | Svizzera                                                                | 2 – 1                                                                   | Rep. Ceca                                                               | UEFA Nations League 2022-2023 - 1º turno                                | 1                                                                       | 65’                                                                     |
| 17-11-2022                                                              | Abu Dhabi                                                               | Ghana                                                                   | 2 – 0                                                                   | Svizzera                                                                | Amichevole                                                              | -                                                                       | 46’                                                                     |
| 24-11-2022                                                              | Al Wakrah                                                               | Svizzera                                                                | 1 – 0                                                                   | Camerun                                                                 | Mondiali 2022 - 1º turno                                                | 1                                                                       | 62’                                                                     |
| 28-11-2022                                                              | Doha                                                                    | Brasile                                                                 | 1 – 0                                                                   | Svizzera                                                                | Mondiali 2022 - 1º turno                                                | -                                                                       | 76’                                                                     |
| 2-12-2022                                                               | Doha                                                                    | Serbia                                                                  | 2 – 3                                                                   | Svizzera                                                                | Mondiali 2022 - 1º turno                                                | 1                                                                       | 90+6’                                                                   |
| 6-12-2022                                                               | Lusail                                                                  | Portogallo                                                              | 6 – 1                                                                   | Svizzera                                                                | Mondiali 2022 - Ottavi di finale                                        | -                                                                       | 89’                                                                     |
| 15-6-2024                                                               | Colonia                                                                 | Ungheria                                                                | 1 – 3                                                                   | Svizzera                                                                | Euro 2024 - 1º turno                                                    | 1                                                                       | 74’                                                                     |
| 19-6-2024                                                               | Colonia                                                                 | Scozia                                                                  | 1 – 1                                                                   | Svizzera                                                                | Euro 2024 - 1º turno                                                    | -                                                                       | 60’                                                                     |
| 23-6-2024                                                               | Francoforte sul Meno                                                    | Svizzera                                                                | 1 – 1                                                                   | Germania                                                                | Euro 2024 - 1º turno                                                    | -                                                                       | 65’                                                                     |
| 29-6-2024                                                               | Berlino                                                                 | Svizzera                                                                | 2 – 0                                                                   | Italia                                                                  | Euro 2024 - Ottavi di finale                                            | -                                                                       | 77’                                                                     |
| 6-7-2024                                                                | Düsseldorf                                                              | Inghilterra                                                             | 1 – 1 dts (5 – 3 dtr)                                                   | Svizzera                                                                | Euro 2024 - Quarti di finale                                            | 1                                                                       | 109’                                                                    |
| 5-9-2024                                                                | Copenaghen                                                              | Danimarca                                                               | 2 – 0                                                                   | Svizzera                                                                | UEFA Nations League 2024-2025 - 1º turno                                | -                                                                       | 86’ 90+1’                                                               |
| 8-9-2024                                                                | Ginevra                                                                 | Svizzera                                                                | 1 – 4                                                                   | Spagna                                                                  | UEFA Nations League 2024-2025 - 1º turno                                | -                                                                       | 76’                                                                     |
| 12-10-2024                                                              | Leskovac                                                                | Serbia                                                                  | 2 – 0                                                                   | Svizzera                                                                | UEFA Nations League 2024-2025 - 1º turno                                | -                                                                       | 85’                                                                     |
| 15-10-2024                                                              | San Gallo                                                               | Svizzera                                                                | 2 – 2                                                                   | Danimarca                                                               | UEFA Nations League 2024-2025 - 1º turno                                | -                                                                       | 81’                                                                     |
| 15-11-2024                                                              | Zurigo                                                                  | Svizzera                                                                | 1 – 1                                                                   | Serbia                                                                  | UEFA Nations League 2024-2025 - 1º turno                                | -                                                                       | 51’ 66’                                                                 |
| 21-3-2025                                                               | Belfast                                                                 | Irlanda del Nord                                                        | 1 – 1                                                                   | Svizzera                                                                | Amichevole                                                              | -                                                                       | cap. 59’                                                                |
| 25-3-2025                                                               | San Gallo                                                               | Svizzera                                                                | 3 – 1                                                                   | Lussemburgo                                                             | Amichevole                                                              | 1                                                                       |                                                                         |
| 7-6-2025                                                                | Salt Lake City                                                          | Messico                                                                 | 2 – 4                                                                   | Svizzera                                                                | Amichevole                                                              | 1                                                                       | 62’                                                                     |
| 10-6-2025                                                               | Nashville                                                               | Stati Uniti                                                             | 0 – 4                                                                   | Svizzera                                                                | Amichevole                                                              | 1                                                                       |                                                                         |
| Totale                                                                  |                                                                         | Presenze                                                                | 77                                                                      |                                                                         | Reti                                                                    | 18                                                                      |                                                                         |

| Cronologia completa delle presenze e delle reti in nazionale ― Svizzera under 21 | Cronologia completa delle presenze e delle reti in nazionale ― Svizzera under 21 | Cronologia completa delle presenze e delle reti in nazionale ― Svizzera under 21 | Cronologia completa delle presenze e delle reti in nazionale ― Svizzera under 21 | Cronologia completa delle presenze e delle reti in nazionale ― Svizzera under 21 | Cronologia completa delle presenze e delle reti in nazionale ― Svizzera under 21 | Cronologia completa delle presenze e delle reti in nazionale ― Svizzera under 21 | Cronologia completa delle presenze e delle reti in nazionale ― Svizzera under 21 |
| Data                                                                             | Città                                                                            | In casa                                                                          | Risultato                                                                        | Ospiti                                                                           | Competizione                                                                     | Reti                                                                             | Note                                                                             |
| -------------------------------------------------------------------------------- | -------------------------------------------------------------------------------- | -------------------------------------------------------------------------------- | -------------------------------------------------------------------------------- | -------------------------------------------------------------------------------- | -------------------------------------------------------------------------------- | -------------------------------------------------------------------------------- | -------------------------------------------------------------------------------- |
| 22-5-2014                                                                        | Esbjerg                                                                          | Danimarca under 21                                                               | 0 – 2                                                                            | Svizzera under 21                                                                | Amichevole                                                                       | -                                                                                | 13’ 88’                                                                          |
| 18-11-2014                                                                       | Thun                                                                             | Svizzera under 21                                                                | 1 – 1                                                                            | Scozia under 21                                                                  | Amichevole                                                                       | -                                                                                | 84’                                                                              |
| Totale                                                                           |                                                                                  | Presenze                                                                         | 2                                                                                |                                                                                  | Reti                                                                             | 0                                                                                |                                                                                  |

| Cronologia completa delle presenze e delle reti in nazionale ― Svizzera under 20 | Cronologia completa delle presenze e delle reti in nazionale ― Svizzera under 20 | Cronologia completa delle presenze e delle reti in nazionale ― Svizzera under 20 | Cronologia completa delle presenze e delle reti in nazionale ― Svizzera under 20 | Cronologia completa delle presenze e delle reti in nazionale ― Svizzera under 20 | Cronologia completa delle presenze e delle reti in nazionale ― Svizzera under 20 | Cronologia completa delle presenze e delle reti in nazionale ― Svizzera under 20 | Cronologia completa delle presenze e delle reti in nazionale ― Svizzera under 20 |
| Data                                                                             | Città                                                                            | In casa                                                                          | Risultato                                                                        | Ospiti                                                                           | Competizione                                                                     | Reti                                                                             | Note                                                                             |
| -------------------------------------------------------------------------------- | -------------------------------------------------------------------------------- | -------------------------------------------------------------------------------- | -------------------------------------------------------------------------------- | -------------------------------------------------------------------------------- | -------------------------------------------------------------------------------- | -------------------------------------------------------------------------------- | -------------------------------------------------------------------------------- |
| 4-9-2014                                                                         | Plewiska                                                                         | Polonia under 20                                                                 | 1 – 1                                                                            | Svizzera under 20                                                                | Elite League Under-20                                                            | -                                                                                |                                                                                  |
| 7-9-2014                                                                         | Niederhasli                                                                      | Svizzera under 20                                                                | 0 – 0                                                                            | Germania under 20                                                                | Elite League Under-20                                                            | -                                                                                |                                                                                  |
| 13-10-2014                                                                       | Carouge                                                                          | Svizzera under 20                                                                | 1 – 2                                                                            | Polonia under 20                                                                 | Elite League Under-20                                                            | -                                                                                |                                                                                  |
| 14-11-2014                                                                       | Potsdam                                                                          | Germania under 20                                                                | 1 – 1                                                                            | Svizzera under 20                                                                | Elite League Under-20                                                            | -                                                                                |                                                                                  |
| 14-11-2014                                                                       | Lecco                                                                            | Italia under 20                                                                  | 3 – 0                                                                            | Svizzera under 20                                                                | Elite League Under-20                                                            | -                                                                                | 20’ 83’                                                                          |
| Totale                                                                           |                                                                                  | Presenze                                                                         | 5                                                                                |                                                                                  | Reti                                                                             | 0                                                                                |                                                                                  |

## Palmarès

### Club

#### Competizioni nazionali
- Campionato svizzero: 3

Basilea: 2013-2014, 2014-2015, 2015-2016